# Urstjärnbäcken
Urstjärnbäcken är ett naturreservat i Bodens kommun i Norrbottens län.
Området är naturskyddat sedan 2004 och är 10,6 kvadratkilometer stort. Reservatet omfattar den övre sträckningen av bäcken med omgivande våtmark. Reservatet består av sumpskog och blandskog av gran och björk.  